# 早川英里

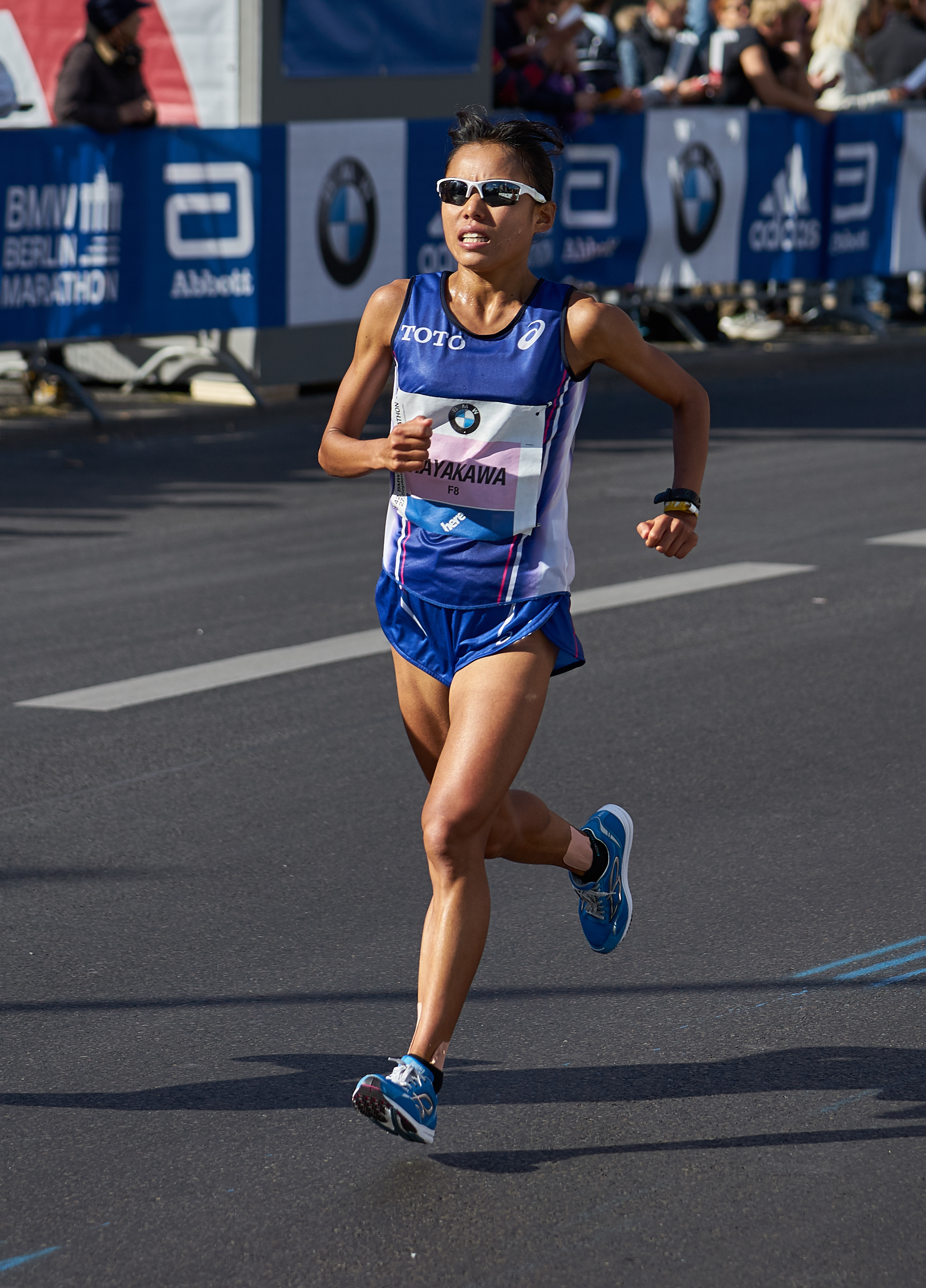
ベルリンマラソンでの早川（2015年）

早川 英里（はやかわ えり、1981年11月15日 - ）は、東京都世田谷区出身の女子陸上競技（長距離走・マラソン）元選手。153cm・42kg。
東京都立駒場高等学校・成蹊大学出身。かつては谷川真理の所属するアミノバイタルACに在籍していたが、30歳の時にTOTO陸上競技部に移籍。2012年度から2016年度までの5シーズン、実業団所属の選手として活躍した。2014年仁川アジア競技大会・女子マラソン日本代表（4位）。

## 略歴
初マラソンは大学在学中だった2002年12月のホノルルマラソン女子の部で、日本人でトップの4位に入る。翌2003年12月のホノルルマラソン女子の部では、日本人としては初の快挙となる同マラソン初優勝を達成した。
2004年12月のホノルルマラソンで女子の部2連覇を目指したが、途中転倒するアクシデントが響き、2時間28分台の自己記録（当時）を出したものの惜しくも2位だった。
2005年10月のシカゴマラソン女子の部で自己新記録を目標に出走するも、レース終盤脱水症状を起こし急失速、ゴール手前で意識朦朧となり数度転倒してしまい5位に終わり、自己記録も僅か40秒届かなかった。
その後は足のケガや腹部深層筋の痛みが長引き、マラソン等で満足な成績を残せなかった。2011年1月よりトライアスロン日本代表の経歴をもち、オリンピックやNHK/BSのテレビ解説者としても活躍している山本光宏よりパーソナルトレーニングを受け始め、身体のバランスが整い、コンディションが回復。競技パフォーマンスが再び上向いていく。
2012年3月、名古屋ウィメンズマラソンでは11位、当時の自己記録に僅か8秒差で及ばなかったが7年振りに2時間28分台をマーク、復活の兆しを見せた。アミノバイタルACから山本光宏が率いるチームJ-BEATに移籍したが、4月より実業団のTOTO陸上競技部へ移籍 。同じく早川の指導者である山本が同陸上競技部の専任コーチに就任し、早川の指導を継続して行う。
2013年3月の名古屋ウィメンズマラソンでは、自己記録を約9年ぶりに2分以上更新し、2時間26分台の5位に入った。
2014年3月の名古屋ウィメンズマラソンでは、35km過ぎ辺りから田中智美と日本人トップ争いを演じたものの、40km付近で後方から追い上げた木崎良子（2位）に抜かれたが、再び自己記録を46秒更新する2時間25分台の3位でゴール。この成績により、仁川アジア競技大会・女子マラソンに木崎と共に初選出となった。
2014年10月の仁川アジア大会女子マラソンでは、10kmを過ぎて2位・銀メダル獲得の木崎良子のペースアップについていけず脱落。レース後半に入ってから順位を上げ、競技場に入った後銅メダル獲得のリシャン・ドゥラ・ジェムジュ（バーレーン）がゴールラインを間違えるハプニングで、一旦早川が3位に上がるも、ゴール手前でジェムジュに再逆転されてしまい、惜しくも4位でメダル獲得はならなかった。
2015年3月、名古屋ウィメンズマラソンに出場したが、17km辺りでハイペースの先頭集団についていけず優勝争いから後退し、結局2時間30分台の9位に留まった。同年9月、ベルリンマラソン・女子の部に出場、日本人では田中智美に次いでの2番手・総合14位だった。
2015年5月　米国カリフォルニア州サンディエゴで開催された起伏の厳しいことで有名なロックンロールハーフマラソンでの大接戦を1時間10分50秒で制して優勝
2016年3月、リオデジャネイロオリンピック女子マラソン・国内最終選考会となる名古屋ウィメンズマラソンに5年連続でエントリー。14km地点までは、5km毎約17分前後のペースメーカーについていく先頭集団に居たが、その後ペースダウン。結果2時間31分台の16位に終わり、リオ五輪日本代表選出はならなかった。
2016年10月、プリンセス駅伝優勝。28チームで競われた第2回全日本実業団対抗女子駅伝予選会（プリンセス駅伝）にて、4区で先頭に立ったエチオピア選手から引き継いだ襷を5区（10.4km）でも区間3位の快走でリードを拡げてトップを堅持して最終6区に繋ぎ、TOTO陸上部陸上競技部の初優勝に導いた。
2017年3月　世界陸上ロンドン大会・女子マラソンの日本代表選考レースとなる名古屋ウイメンズマラソンに6年連続して出場したものの、2時間34分台で16位という結果に終わった。3月末にTOTO陸上競技部を退部、第一線からの引退を表明した。引退後の現在はTOTO東京事業所の社員として勤務する傍ら、一般市民ランナーでも活動中。
2019年2月　選手時代の指導者である山本光宏がTOTO陸上競技部の監督に就任したことに伴い、同部のコーチに着任。山本監督の右腕として手腕を発揮している。

## 自己記録
- 5000m　15分49秒38（2015年7月12日、ホクレンディスタンスチャレンジ北見大会）
- 10000m　32分40秒89（2014年7月  6日、ホクレンディスタンスチャレンジ網走大会）
- ハーフマラソン　1時間10分13秒（2013年2月3日、香川丸亀国際ハーフマラソン）
- マラソン　2時間25分31秒（2014年3月9日、名古屋ウィメンズマラソン）

## マラソン全記録
- 2002年12月8日　ホノルルマラソン女子の部　2時間32分42秒　4位（初マラソン）
- 2003年12月14日　ホノルルマラソン女子の部　2時間31分57秒　優勝（マラソン初優勝・当時自己記録）
- 2004年3月14日　名古屋国際女子マラソン　2時間30分47秒　8位（当時自己記録）
- 2004年12月12日　ホノルルマラソン女子の部　2時間28分11秒　2位（当時自己記録）
- 2005年10月9日　シカゴマラソン女子の部　2時間28分50秒　5位
- 2005年12月11日　ホノルルマラソン女子の部　2時間32分59秒　5位
- 2006年4月23日　ロンドンマラソン女子の部　2時間31分41秒　10位
- 2006年12月10日　ホノルルマラソン女子の部　2時間32分31秒　3位
- 2008年12月14日　ホノルルマラソン女子の部　3時間07分39秒　11位
- 2009年12月13日　ホノルルマラソン女子の部　2時間44分33秒　5位
- 2010年4月18日 長野オリンピック記念長野マラソン女子の部　2時間33分05秒　3位
- 2010年10月31日　アテネマラソン女子の部　2時間40分25秒　4位
- 2010年12月12日　ホノルルマラソン女子の部　2時間42分12秒　5位
- 2011年11月20日　横浜国際女子マラソン　2時間36分37秒　12位
- 2012年3月11日　名古屋ウィメンズマラソン　2時間28分19秒　11位
- 2012年11月18日　横浜国際女子マラソン　2時間33分21秒　9位
- 2013年3月10日　名古屋ウィメンズマラソン　2時間26分17秒　5位（当時自己記録）
- 2013年9月29日　ベルリンマラソン女子の部　2時間37分45秒　7位
- 2014年3月9日　名古屋ウィメンズマラソン　2時間25分31秒　3位[2]（現在自己記録）
- 2014年10月2日 仁川アジア競技大会女子マラソン　2時間33分14秒　4位
- 2015年3月9日　名古屋ウィメンズマラソン　2時間30分21秒　9位[2]
- 2015年9月27日　ベルリンマラソン女子の部　2時間31分27秒　14位
- 2016年3月13日　名古屋ウィメンズマラソン　2時間31分47秒　16位
- 2017年3月12日　名古屋ウィメンズマラソン　2時間34分27秒　16位（現役ラストラン）